# CT Геркулеса
CT Геркулеса (лат. CT Herculis) — двойная затменная переменная звезда типа Алголя (EA) в созвездии Геркулеса на расстоянии приблизительно 2739 световых лет (около 840 парсек) от Солнца. Видимая звёздная величина звезды — от +11,7m до +10,6m. Орбитальный период — около 1,7864 суток.
Открыта Куно Хофмейстером в 1930 году.

## Характеристики
Первый компонент — белая пульсирующая переменная звезда типа Дельты Щита (DSCT)** спектрального класса A3V, или A3. Масса — около 2,29 солнечной, радиус — около 2,1 солнечного, светимость — около 17,4 солнечной. Эффективная температура — около 8326 K.
Второй компонент — жёлтый субгигант спектрального класса G3IV**. Масса — около 0,29 солнечной, радиус — около 1,9 солнечного, светимость — около 1,2 солнечной. Эффективная температура — около 4651 K.